# 白い閃光 DO★カイザー
| 白い閃光 DO★カイザー               |
| ---------------------------------- |
|                                    |
| ジャンル = ローカルヒーロー        |
| 活動地域 = 北海道 （拠点：札幌市） |

白い閃光 DO★カイザー（しろいせんこう ドゥ・カイザー）は、札幌市を拠点として2014年3月より北海道各地で活動しているローカルヒーロー。。

## 概要
バブル崩壊～北海道拓殖銀行の破たん以降、景気の停滞が続く「試される大地」北海道。本来、広大で美しい自然環境や地域の文化・特産品など魅力にあふれた北海道をもっと活性化させようと、札幌のイベント会社と有志のスタッフ数名により、北海道のオリジナル・ローカルヒーロープロジェクトが発足された。
絶滅種エゾオオカミの力を受継いだ謎多きヒーロー「DO★カイザー」と、彼を敵視し、北海道全土をエゾシカの楽園にしようと企む「エゾシカ団」との戦いを描いたヒーローショーを、北海道内各地の観光イベントや、幼稚園・児童会館などの児童施設で展開している。
企画そのものは2011年から始まったが、企画実現のための資本の確保には相応の時間を要したため、土台が固まった2014年3月に札幌中心部のエゾシカ料理試食イベントにて初お披露目を果たした。
主役ヒーローのモチーフは「勇ましいヒロイックなイメージ」「絶滅種としての特別感」「絶滅危惧種を守ろうという自然環境保護のメッセージ性も盛り込める点」などからエゾオオカミを採用。
ライバル役は「かつてエゾオオカミを天敵としていた点」「大量繁殖によって北海道全土の農林業や自然生態系に大きな被害が出ている点」などからエゾシカを採用している。ただし「エゾシカも北海道の土着の生物である点」「異常繁殖した原因の一端を作ったのが人間である点」「食肉として活用することで北海道の食文化発展に寄与できる展望がある点」なども考慮し、単純な悪役にはせずあえて「愛すべきライバル役」というキャラクター性を持たせた。これはキャラ設定を行う上で監修を行った一般社団法人エゾシカ協会の意向に沿った内容でもある。

## キャラクター

### DO★ヒーロー
北海道の自然と平和を守る使命を持ったヒーローを「DO★ヒーロー」と呼称する。
存在が明らかとなっているのは現在DO★カイザーのみだが、ストーリー上において「広大な北海道各地には、地域ごとに異なる能力を持った様々なDO★ヒーローが存在する」ことが示唆される。

#### 白い閃光 DO★カイザー
北海道札幌市で生まれ育った青年「大瀬 カムイ (おおせ カムイ)」が、奇妙なベルト「DO★チェンジャー」の力で変身する神秘のヒーロー。
全身は雪のような白を基調としたカラーで、エゾオオカミを模したヘルメット、胸に大きくあしらわれた「北」の文字のレリーフ、各所に描かれたアイヌ文様、背中に背負った札幌ドーム型の装甲などが特徴。変身の掛け声は「DO THE HERO(ドゥ・ザ・ヒーロー)!!」。
30km/h程の速度なら1日休まず走っても疲れないほどの驚異的なスタミナ、全速力だと70km/hで走れる超人的スピード、500重量キログラムもの握力を発揮できる馬鹿力、並外れた嗅覚・聴覚などなど、野生のオオカミと同程度の身体能力をそのまま受け継いでいる。
誰が何のためにDO★チェンジャーを作ったのか、遭難した大瀬カムイの手に渡ったのは何故か等々まったく不明な点が多く、変身能力の起源は深い謎に包まれている。手がかりは、初めての変身時に耳にした、彼にしか聞こえない謎の男の声「汝に力を授ける。北の大地を守る力を…」という言葉のみ。
変身能力者「大瀬 カムイ」
不況にあえぐ地元の就職難の憂き目に遭いながらも、複数のアルバイトを掛け持ちながら強く生きる若者。札幌市在住。好物はスープカレー。
北海道の自然をこよなく愛しており、趣味は登山。だが、大雪山連峰南部のトムラウシ山にて未曾有の猛吹雪に襲われ遭難、生命の危機に瀕する。その際、絶滅したはずのエゾオオカミの幻影に遭遇し、その影に導かれ山中で奇妙なベルト「DO★チェンジャー」を入手。ベルトの不可思議な力によってそこで初めてDO★カイザーへの変身を果たす。しかしこの出来事は、今後彼を待ち受ける波乱に満ちた運命の、ほんの序章に過ぎなかった。
性格は明るくややお調子者でおっちょこちょいだが、正義感は強く正しい倫理観の持ち主。ただし当初は身の回りの信じがたい出来事にひとしきり困惑し恐怖するなど、感性は至って人並である。変身能力を手にしてからは度重なる戦いや人助け等の経験を重ねる中で、徐々にヒーローとしての自覚と使命に目覚め成長してゆく。

### エゾシカ団
北海道全土をエゾシカの楽園にしようと企む、北海道の自然界が生んだ脅威の巨大組織。怪人化しているが正体はエゾシカそのものである。人間に近い知能を有しており、アイヌ民族の特色を随所に反映させた文明を形成している。全道に多数の集落(コタン)があり、各コタンは集落長「コタンコロクル」によって統治されている。

#### 鹿間 敏之 (しかま としゆき)
エゾシカ団の総統で、道央地区で最大勢力を誇るコタンの統治者。
「いかつい見た目と名前との間にある強烈なギャップ」が最大の特徴だが、全てのエゾシカ団員には「鹿」の字が入った固有の日本人名があり、自らの姓を誇りにしている。愛称は「鹿間さん」。「○○するシカない！」「シカし…」「シカたない」など、日常会話の中で「シカ」を強調する独特の口癖で話す。
後述の「鹿井 紋次郎(しかい もんじろう)」が遺したとされる預言書「鹿井文書(しかいもんじょ)」の啓示に従い、全道をエゾシカの楽園にしようと「全道エゾシ化計画(ぜんどうエゾシかけいかく)」に着手する。
「エゾシカを道内生態系の最優位としつつ、人間などの他種族に取り入ってを計画成就の手段と考える」という思想を持ち、ツイッターを扱いこなすほどITに精通するなどエゾシカとは思えない知能の高さを誇る頭脳派だが、他地域のコタンコロクルには相容れぬ考えを持つ者(多種族に対して排他的な武闘派など)も多い。巨大組織であるが故に一枚岩ではない側面を抱えるエゾシカ団の中でもなお、類まれな統率力と威厳をもって頂点に君臨している。
野心家ではあるが、団員の過剰繁殖により半ば収拾が付かなくなっていることに実際手を焼いてもいる苦労人(苦労鹿？)。そこで近年、人間たちの間でエゾシカ肉料理の普及推進の気運が高まっていることに着目し、増えすぎた団員の一部を食肉として人間たちにあえて「提供」することでエゾシカの社会的地位を向上させ、人間社会をエゾシ化計画の足掛かりに利用しようという、捨て身ながら合理的なプランを描いている。
かつての天敵だったエゾオオカミの力を継ぐDO★カイザーを「くたばり損ない」と罵倒し、目のカタキにしている。

#### ザコタン
まだ若くツノが短い末端の団員に与えられる階級名。名づけ親はエゾシカ団の祖である鹿井紋次郎。
「エゾシカ団の集落(コタン)を形づくるのは構成員一頭一頭である」という民主的思想に基づき「ザ・コタン」と命名されたが、頭数の多さと若さ故の未熟さから、人間などの他種族からは「意図とは違う不名誉な意味合い」で呼ばれる事が多い。ちなみに鹿間と同じように、彼らにも一頭一頭に「鹿」の字の入った本名がある（例：鹿間敏之の息子たち＝鹿間一郎、二郎、三郎…etc）。
彼らの社会は「成長してツノが立派になると階級が高くなる」という、見た目で判断しやすい極めてステレオタイプな年功序列社会と言える(生涯ツノが生えないメスは例外で、子孫を残すため特に重宝されているため戦闘には参加しない)。
彼らの最大の武器は圧倒的な数で攻める「人海戦術(鹿海戦術？)」であり、自然界のあらゆる敵を「数の力」で圧倒出来る。農作物や天然木などを無差別に食する雑食性で、全道の農林業や森林生態系で被害が深刻化している。
若いゆえに総じてモラルが低くイタズラ好きな点が、鹿間総統の悩みの種である。
尚、鹿間やザコタンの胸にある「鹿」の文字は一部書き方が間違えている部分があるが、これは「知能は高いものの、ニンゲン語学習の中ではまだ読み書きを苦手としている」事の現れだという。

#### 鹿井 紋次郎 (しかい もんじろう)
エゾシカ団の始祖。設定のみの存在で、ストーリーには名前シカ登場しない。
エゾシカも遥か昔には乱獲や森林伐採大寒波による大量死で絶滅が危惧されたが、その危機を打開し繁栄の礎を築いた救国の英雄として、エゾシカ団の間では神格化されている。
エゾシカ団の絶滅回避と繁栄の願いを後世に伝えるため、「鹿井文書(しかいもんじょ)」という預言書を遺した。